# Episodi de Gli Irregolari di Baker Street

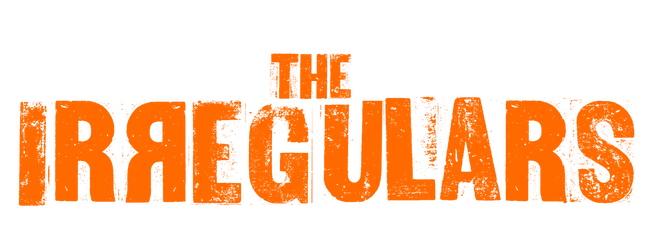
Logo originale della serie

La prima stagione della serie televisiva Gli irregolari di Baker Street, composta da 8 episodi, è stata distribuita sulla piattaforma di streaming Netflix il 26 marzo 2021.
| n° | Titolo originale                              | Titolo italiano                              | Pubblicazione UK | Pubblicazione Italia |
| -- | --------------------------------------------- | -------------------------------------------- | ---------------- | -------------------- |
| 1  | Chapter One: An Unkindness in London          | Capitolo uno: Il terrore aleggia su Londra   | 26 marzo 2021    | 26 marzo 2021        |
| 2  | Chapter Two: The Ghosts of 221B               | Capitolo due: I fantasmi del 221B            | 26 marzo 2021    | 26 marzo 2021        |
| 3  | Chapter Three: Ipsissimus                     | Capitolo tre: Ipsissimus                     | 26 marzo 2021    | 26 marzo 2021        |
| 4  | Chapter Four: Both the Needle and the Knife   | Capitolo quattro: Sia l'ago che il coltello  | 26 marzo 2021    | 26 marzo 2021        |
| 5  | Chapter Five: Students of the Unhallowed Arts | Capitolo cinque: Studenti di arti sacrileghe | 26 marzo 2021    | 26 marzo 2021        |
| 6  | Chapter Six: Hieracium Snowdoniense           | Capitolo sei: Hieracium snowdoniense         | 26 marzo 2021    | 26 marzo 2021        |
| 7  | Chapter Seven: The Ecstasy of Death           | Capitolo sette: L'estasi della morte         | 26 marzo 2021    | 26 marzo 2021        |
| 8  | Chapter Eight: The Ecstasy of Life            | Capitolo otto: L'estasi della vita           | 26 marzo 2021    | 26 marzo 2021        |

## Capitolo uno: Il terrore aleggia su Londra
- Titolo originale: Chapter One: An Unkindness in London
- Diretto da: Johnny Allan
- Scritto da: Tom Bidwell

## Capitolo due: I fantasmi del 221B
- Titolo originale: Chapter Two: The Ghosts of 221B
- Diretto da: Johnny Allan
- Scritto da: Tom Bidwell

## Capitolo tre: Ipsissimus
- Titolo originale: Chapter Three: Ipsissimus
- Diretto da: Joss Agnew
- Scritto da: Tom Bidwell

## Capitolo quattro: Sia l'ago che il coltello
- Titolo originale: Chapter Four: Both the Needle and the Knife
- Diretto da: Joss Agnew
- Scritto da: Tom Bidwell

## Capitolo cinque: Studenti di arti sacrileghe
- Titolo originale: Chapter Five: Students of the Unhallowed Arts
- Diretto da: Weronika Tofilska
- Scritto da: Tom Bidwell

## Capitolo sei: Hieracium snowdoniense
- Titolo originale:  Chapter Six: Hieracium Snowdoniense
- Diretto da: Weronika Tofilska
- Scritto da: Tom Bidwell

## Capitolo sette: L'estasi della morte
- Titolo originale: Chapter Seven: The Ecstasy of Death
- Diretto da: Joss Agnew
- Scritto da: Tom Bidwell

## Capitolo otto: L'estasi della vita
- Titolo originale: Chapter Eight: The Ecstasy of Life
- Diretto da: Joss Agnew
- Scritto da: Tom Bidwell